# John Travolta
John Joseph Travolta (sinh ngày 18 tháng 2 năm 1954) là một nam diễn viên, vũ công và ca sĩ người Mỹ. Travolta lần đầu tiên được biết đến khi xuất hiện trong series truyền hình Welcome Back, Kotter, và 2 phim thành công Saturday Night Fever và Grease. Sự nghiệp ông đi xuống từ đầu cho đến cuối thập niên 80. Trong thập niên 1990, sự nghiệp ông thăng tiến trở lại với vai diễn trong Pulp Fiction và từ đó ông tiếp tục đóng trong những phim như Face/Off, Ladder 49, và Wild Hogs. Travolta được đề cử cho Giải Oscar cho nam diễn viên chính xuất sắc nhất nhờ những vai diễn trong Saturday Night Fever và Pulp Fiction. Ông giành giải Giải Quả cầu vàng cho nam diễn viên phim ca nhạc hoặc phim hài xuất sắc nhất với phim Get Shorty.

## Đời sống cá nhân
Travolta thành hôn với Kelly Preston vào năm 1991. Hai người có một đứa con, Jett (13 tháng 4 năm 1992 – 2 tháng 1 năm 2009). Con gái họ, Ella Bleu, sinh năm 2000. Vào ngày 18 tháng 5 năm 2010, Travolta và Preston cho biết là họ sấp có một đứa con nữa, và về sau cho biết sẽ là con trai. Con trai thứ ba, Benjamin, được sinh ra ngày 23 tháng 9 năm 2010 tại Florida.
Travolta và Preston thường xuyên đi tư vấn hôn nhân; Travolta nói rằng điều này đã giúp ích cho hôn nhân của họ. Vào tháng 7 năm 2020, Preston qua đời vì bệnh ung thư.

## Phim
| Năm  | Tựa                                            | Vai trò                                                  | Ghi chú |  |
| ---- | ---------------------------------------------- | -------------------------------------------------------- | --- |  |
| 1975 | The Tenth Level                                | John                                                     | TV movie |  |
| 1975 | The Devil's Rain                               | Danny                                                    | |  |
| 1976 | The Boy in the Plastic Bubble                  | Tod Lubitch                                              | - TV movie - Nominated—TV Land Award |  |
| 1976 | Carrie                                         | Billy Nolan                                              | |  |
| 1977 | Saturday Night Fever                           | Tony Manero                                              | - National Board of Review Award for Best Actor - Nominated—Academy Award for Best Actor - Nominated—Golden Globe Award for Best Actor - Motion Picture Musical or Comedy - 3rd place—National Society of Film Critics Award for Best Actor - 3rd place—New York Film Critics Circle Award for Best Actor |  |
| 1978 | Moment by Moment                               | Strip Harrison                                           | |  |
| 1978 | Grease                                         | Daniel "Danny" Zuko                                      | - Henrietta Award – World Film Favorite Actor - Nominated—Golden Globe Award for Best Actor - Motion Picture Musical or Comedy |  |
| 1980 | Urban Cowboy                                   | Buford 'Bud' Uan Davis                                   | |  |
| 1981 | Blow Out                                       | Jack Terry                                               | |  |
| 1983 | Staying Alive                                  | Tony Manero                                              | |  |
| 1983 | Two of a Kind                                  | Zack Melon                                               | |  |
| 1985 | Perfect                                        | Adam Lawrence                                            | |  |
| 1987 | Basements                                      | Ben                                                      | TV segment "The Dumb Waiter" |  |
| 1989 | Look Who's Talking                             | James Ubriacco                                           | |  |
| 1989 | The Experts                                    | Travis                                                   | |  |
| 1990 | Look Who's Talking Too                         | James Ubriacco                                           | |  |
| 1991 | Shout                                          | Jack Cabe                                                | |  |
| 1991 | Eyes Of An Angel                               | Bobby                                                    | aka The Tender |  |
| 1991 | Chains of Gold                                 | Scott Barnes                                             | TV movie; also writer |  |
| 1992 | Boris and Natasha: The Movie                   | Himself                                                  | cameo |  |
| 1993 | Look Who's Talking Now                         | James Ubriacco                                           | |  |
| 1994 | Pulp Fiction                                   | Vincent Vega                                             | - MTV Movie Award for Best Dance Sequence (shared with Uma Thurman) - David di Donatello Award for Best Foreign Actor - London Critics Circle Film Award for Actor of the Year - Los Angeles Film Critics Association Award for Best Actor - Stockholm International Film Festival for Best Actor - Nominated—Academy Award for Best Actor - Nominated—BAFTA Award for Best Actor in a Leading Role - Nominated—Chicago Film Critics Association Award for Best Actor - Nominated—Dallas-Fort Worth Film Critics Association Award for Best Actor - Nominated—Golden Globe Award for Best Actor - Motion Picture Drama - Nominated—MTV Movie Award for Best Performance - Nominated—MTV Movie Award for Best On-Screen Duo (shared with Samuel L. Jackson) - 3rd place—National Society of Film Critics Award for Best Actor - Nominated—Screen Actors Guild Award for Outstanding Performance by a Male Actor in a Leading Role |  |
| 1995 | Get Shorty                                     | Chili Palmer                                             | - American Comedy Award for Funniest Actor in a Motion Picture (Leading Role - Golden Globe Award for Best Actor - Motion Picture Musical or Comedy - Southeastern Film Critics Association Award for Best Actor - Nominated—Screen Actors Guild Award for Outstanding Performance by a Cast in a Motion Picture |  |
| 1995 | White Man's Burden                             | Louis Pinnock                                            | |  |
| 1996 | Michael                                        | Michael                                                  | |  |
| 1996 | Phenomenon                                     | George Malley                                            | |  |
| 1996 | Orientation: A Scientology Information Film    | Himself                                                  | short subject |  |
| 1996 | Broken Arrow                                   | Maj. Vic 'Deak' Deakins                                  | |  |
| 1997 | Off the Menu: The Last Days of Chasen's        | Himself                                                  | documentary |  |
| 1997 | Mad City                                       | Sam Baily                                                | |  |
| 1997 | Face/Off                                       | Sean Archer/Castor Troy                                  | - MTV Movie Award for Best On-Screen Duo (shared with Nicolas Cage) - Nomination—Blockbuster Entertainment Award for Favorite Actor - Action/Adventure - Nomination—MTV Movie Award for Best Performance - Nomination—MTV Movie Award for Best Villain (shared with Nicolas Cage - Nomination—Saturn Award for Best Actor |  |
| 1997 | She's So Lovely                                | Joey Giamonti                                            | also executive producer |  |
| 1998 | A Civil Action                                 | Jan Schlichtmann                                         | |  |
| 1998 | The Thin Red Line                              | Brigadier General Quintard                               | Satellite Special Achievement Award for Outstanding Motion Picture Ensemble |  |
| 1998 | Junket Whore                                   | Himself                                                  | documentary |  |
| 1998 | Primary Colors                                 | Governor Jack Stanton                                    | Nomination—Golden Globe Award for Best Actor - Motion Picture Musical or Comedy |  |
| 1999 | The General's Daughter                         | Warr. Off. Paul Brenner/Sgt. Frank White                 | |  |
| 1999 | Our Friend, Martin                             | Kyle's dad                                               | animated educational film, voice only |  |
| 2000 | Welcome to Hollywood                           | Himself                                                  | mockumentary; cameo |  |
| 2000 | Lucky Numbers                                  | Russ Richards                                            | |  |
| 2000 | Battlefield Earth                              | Terl                                                     | also producer Razzie Award for Worst Actor |  |
| 2001 | Domestic Disturbance                           | Frank Morrison                                           | |  |
| 2001 | Swordfish                                      | Gabriel Shear                                            | |  |
| 2002 | Austin Powers in Goldmember                    | "Austinpussy" Johann van der Smut (Goldmember) / Himself | cameo |  |
| 2003 | Basic                                          | Tom Hardy                                                | |  |
| 2004 | Ladder 49                                      | Captain Mike Kennedy                                     | |  |
| 2004 | A Love Song for Bobby Long                     | Bobby Long                                               | |  |
| 2004 | The Punisher                                   | Howard Saint                                             | |  |
| 2005 | Magnificent Desolation: Walking on the Moon 3D | James Benson "Jim" Irwin                                 | narrator; documentary |  |
| 2005 | Be Cool                                        | Chili Palmer                                             | |  |
| 2006 | Lonely Hearts                                  | Elmer C. Robinson                                        | |  |
| 2007 | Wild Hogs                                      | Woody Stevens                                            | |  |
| 2007 | Hairspray                                      | Edna Turnblad                                            | - Broadcast Film Critics Association Award for Best Cast - Hollywood Film Festival for Ensemble of the Year - Hollywood Film Festival for Supporting Actor of the Year - Nominated—Golden Globe Award for Best Supporting Actor - Motion Picture - Nominated—Palm Springs International Film Festival Ensemble Cast Award - Nominated—Screen Actors Guild Award for Outstanding Performance by a Cast in a Motion Picture |  |
| 2008 | Bolt                                           | Bolt                                                     | voice |  |
| 2009 | The Taking of Pelham 123                       | Benard Ryder                                             | |  |
| 2009 | Old Dogs                                       | Charlie Reed                                             | |  |
| 2010 | From Paris with Love                           | Charlie Wax                                              | |  |
| 2012 | Savages                                        | Dennis                                                   | |  |
| 2013 | Killing Season                                 | Emil Kovac                                               | |  |